# Siccotrella
Siccotrella is een geslacht van rechtvleugeligen uit de familie krekels (Gryllidae). De wetenschappelijke naam van dit geslacht is voor het eerst geldig gepubliceerd in 2011 door Gorochov.

## Soorten
Het geslacht Siccotrella omvat de volgende soorten:
- Siccotrella guatemalae Saussure, 1874
- Siccotrella managua Gorochov, 2011
- Siccotrella modesta Gorochov, 2011
- Siccotrella mutabilis Gorochov, 2011
- Siccotrella niger Saussure, 1874
- Siccotrella sulcatus Saussure, 1897
- Siccotrella sympatrica Gorochov, 2011
- Siccotrella toltecus Saussure, 1878
- Siccotrella xadani Gorochov, 2011